# Weiler, Cochem-Zell
Weiler là một đô thị thuộc huyện Cochem-Zell, bang Rheinland-Pfalz, Đức. Đô thị này có diện tích 7,32 ki-lô-mét vuông.